# Liste des simples traités dans le De vegetabilibus
Cet article contient une liste des simples mentionnés dans l'encyclopédie végétale De vegetabilibus avec les propriétés que l'on attribue à l'époque à ces simples.

## A
- Anis

Plante apéritive, aide à la lactation, et la menstruation, bonne pour les reins, aphrodisiaque, chasse le venin.
- Achillea

on l'appelle aussi l'herbe aux Coupures car elle est hemostatique :  elle permet de stopper les petits saignements et elle est antiseptique et cicatrisante.
- Absinthe

Plante apéritive. Préserve chartes et livres.
- Auriculus muris

Epilepsie
- Aristoloche

Epilepsie, poitrine, maux de dents, oreille (acuité, avec du miel), purge les femmes enceintes, aide la menstruation, et l'accouchement. Epines et échardes.
- Ase fétide

Vents, ventre, humeurs, sang. Donne bonne mine. Verrues, et clous. Epilepsie. En gargarisme, bonne pour la voix. Menstruation  et rétention urinaire. Rage, venins et poisons (en compresses ou en potion).
- Ail

Contre les douleurs dentaires, cuit ou en élixir, bon pour la voix, clarifie la gorge. Ventre et digestion.
- Aurone

Croissance de la barbe. Gencives. Règles, accouchement.  Calculs dans les reins et  la vésicule biliaire :  (maladie de la pierre)  . Huile : difficultés urinaires. Vers néfastes.
- Apium

Sédatif et analgésique. Maux de tête dus à l'épilepsie. Transpiration. Douleurs dentaires. Foie, Digestion. Urines et menstruation. Graines: Hydropisie.
- Aneth

Provoque le sommeil (huile).Myopie et faiblesse de la vision. Lactation. Sédatif et analgésique.
- Aigremoine

Fistule, blessures, ulcères.
- Aethea  (appelée aussi bismalva; malvariscum' Guimauve officinale )

Lénitive. Racines et graines : Pour les scrophules. Amincissante. Dans le vin et l'huile, contrepoison.
- Armoise

Contre la stérilité.

## B
- Joubarbe

Réchauffe le foie, fait fuir la foudre (magie), si on la plante sur le toit.
- Bétoine

Magie
- Basilic

Protège des morsures de serpent, contrepoison.
- Bourrache

Donne un bon teint
- Bette

Digestion en décoction.

## C
- Camomille

Huile  somnifère.  Ictères. Calme les  abcès   en boisson,   Apéritive, adoucissante, résolutive. Expulse les embryons, pour les femmes enceintes. Réconforte les nerfs.
- Cepa

Fait épaissir le sang, fait rougir la peau, chasse le sang dehors (blessures), cuite elle génère les humeurs. Graine : cuite, donne de la santé et avec du miel chasse les verrues. Estomac fragile, donne de l'appétit car elle génère une humeur dans l'estomac. Contre les hémorroïdes. Apaise le ventre. Eau : contre les morsures de serpent, la rage, en emplâtre  sur la morsure. Chasse  plusieurs  poisons vénéneux , etc...
- Crocus

Réconforte les viscères, et l'humeur putréfiée.  Boisson contre les abcès. ...contre l'ébriété. Enivre avec du vin. Fait rire sans cause : réconforte et réjouit le cœur. Huile odorante... Donne des nausées et coupe l'appétit. Réconforte l'estomac, bon pour la rate. Aphrodisiaque. Urine, etc. En boisson, accélère l'accouchement. 
- Pois chiche (cicer)

Donne bon teint, nourrit les poumons. Plus reconstituant que les fèves. En infusion, calme les douleurs, Clarifie la voix. Hydropisie : en décoction brise aussi la pierre et les calculs dans les reins et dans le foie. Abcès des gencives et dents de sagesse.  Ictères.  À prendre au milieu du repas  :  breuvage, avec la farine. Aussi mélangée avec des amandes, de l'iris, de l'ail.  Extrait le fœtus, en infusion. 
- Camphre

Contre les saignements de nez. Fait veiller. Réchauffe. Ophtalmies. Aphrodisiaque, frigidité. Calculs. Colériques (flux sanguin).
- Cumin

Posé sur les narines, contre les saignements de nez. Cicatrise les blessures.(cumin sylvestre). En lotion, donne bonne mine, un teint magnifique. Contre les morsures de serpents venimeux : avec du vin.
- Chou.

Lénitif, cendre de ses racines : calme la douleur, le dessèchement. Somnifère. Clarifie la voix, retarde l'ébriété, relâche le ventre, épaissit le sang, calme un corps douloureux, cuit avec de la viande, excellente nourriture mais aliment grossier. Le chou entre dans la composition de nombreux médicaments.
- Coriandre

Stupéfiant. Calme les palpitations (avec du lait). Épilepsie, Scrofules. Anti-aphrodisiaque. 4 onces de son suc en boisson, chasse substances qui donnent  la tristesse, la mélancolie, et les syncopes, mais il faut la prendre en petite dose, et faire attention.
- Acore  (calamus odorata)

Racine aromatique, astringente, amère.  Chasse le venin, par l'orifice de la blessure. Contre flatulences et vents. Extrait la pierre. Donne bonne haleine. Lèpres.
- Calament

Ulcérative. Provoque la sueur. Contre la lèpre.   Elle extrait les humeurs grossières des poumons, bon pour les syncopes et hydropisie. Cuite avec du lait, en fumigations, contre les vers (feuilles) . Provoque menstruation. Contrepoison, entre dans différentes préparations pharmaceutiques.
- Cardamone

Provoque des vomissements.
- Centaurée

Soigne et apaise, blessures, ulcères, fistules, en emplâtres, provoque les règles, entre dans la préparation de nombreux médicaments. Astringente.
- Courge

Excellent aliment.  ?  Contre la mélancolie, la colère, le phlegme.
- Curcuma ???

Choléra, fièvres.
- Cucumis

Syncopes. Soif.  Antirabique  .
- Momordica elaterium

Hydropisie.
- Cigue

Racine, graine; Paralyse les membres et l'esprit.
- Achillée Millefeuille

Digestion.  En poudre sur la nourriture  (carvi) . Vents, appétit. Assaisonnement. Aromatique.
- Hypatericum perforatum   (Corona)

Foie, reins, ulcères, contre le venin (purifie).
- Cyrpo

Suc, mélangé à du vin, cortex, miel.
- Chicorée

Herbe "refroidissante"  et selon de nombreuses préparations médicinales, excellente pour calmer les fièvres brûlantes (fébrifuge).
- Polygone?

Saignements du nez. Entre dans la composition de recettes de médecine.
- Ciprus lawsonia

Semence blanche, qui cuite dans de l'huile, donne une  substance  onctueuse, qui est utilisée pour s'oindre le corps, par les jeunes filles. Nettoie et purifie la peau contre les dartres, sueur, pellicules, etc.
- Cauda equisetum

Flux de sang, entre dans la composition de nombreux médicaments.
- Canuca

Cuite dans du vin et bue, avec ? du Chardon-Marie a de nombreux effets merveilleux bue, chasse la fistule, avec de la poudre d'aigremoine, pulvérisée et répandue sur l'endroit où se trouve la fistule (et asperger avec de l'eau).

## D
- Dictame

Extrait le poison des aliments. 
- Carotte (lat. daucus )

Le suc de son herbe  est  très efficace  pour la cicatrisation des   blessures et des ulcères

## E
- Roquette (lat. eruca)

Astringente .   Ses graines peuvent remplacer  les graines de  moutarde  en décoction. Mangée seule elle    alourdit la tête, mais cet effet nocif disparait si on la mélange avec de la laitue, des endives, des blettes, du pourpier. Aide à la lactation, fait abonder le lait, et favorise la digestion des aliments. La roquette des bois fait abonder l'urine. Aphrodisiaque. , etc.
- Epithème ?

Calme les enflures, les obstructions.  Soigne mélancolie, épilepsie et spasmes, perturbe les  bilieux.
- Endive

Plante refroidissante. Astrigente. Veines et viscères. Calme les nausées et la bile, réconforte l'estomac. Elle refroidit le corps de manière admirable, si on mélange son eau    de la céruse et du vinaigre. Ote les taches des yeux.   Utilisé en  emplâtre sur les piqûres de 
scorpions et pour les autres venins.
- Inula helenium  (  lat. Enula)